# Тележна
Тележна (рум. Telejna) — село у повіті Васлуй в Румунії. Входить до складу комуни Зеподень.
Село розташоване на відстані 287 км на північний схід від Бухареста, 17 км на північ від Васлуя, 41 км на південь від Ясс.

## Населення
За даними перепису населення 2002 року у селі проживали 415 осіб, усі — румуни. Усі жителі села рідною мовою назвали румунську.